# Kyōgoku Takatomo
Kyōgoku Takatomo (京極 高知?; 1572 – 1622) è stato un daimyō giapponese del periodo Edo appartenente al clan Kyōgoku.

## Biografia
Fu secondo figlio di Kyōgoku Takayoshi e Kyōgoku Maria, e quindi fratello minore di Takatsugu. Nel 1592 Toyotomi Hideyoshi gli assegnò il dominio di Miyazu  (80.000 koku) nella provincia di Shinano, tuttavia si schierò con il clan Tokugawa nella campagna di Sekigahara e gli fu assegnata la difesa del castello di Gifu nella provincia di Mino.  Dopo la battaglia di Sekigahara fu trasferito al castello di Tanabe (125.000 koku) a Tango. Partecipò ad entrambe le campagne dell'assedio di Osaka. Successivamente Takatomo costruì un castello nel dominio di Miyazu (78.000 koku) a Tamba dove si stabilì fino alla sua morte.
Il suo erede adottivo Kyōgoku Takahiro continuò a gestire il dominio dopo la sua morte.